# Photomorphogenese
Photomorphogenese ist ein Begriff aus der Botanik und bezeichnet die durch die Anwesenheit von Licht bewirkte Gestaltsentwicklung einer Pflanze. 
Im Unterschied zu Farnen, niederen Pflanzen und vielen Nacktsamern beeinflusst die Anwesenheit von Licht Bedecktsamer auch in der Gestaltbildung. Während erstere keine Unterschiede in ihrer Gestalt zeigen, gleich ob sie unter Licht oder in völliger Dunkelheit wachsen, weisen Bedecktsamer, die im Dunkeln gezogen werden, deutliche Abweichungen von gleich alten, unter Licht aufgewachsenen Pflanzen auf (Skotomorphogenese). Sie haben stark verlängerte Internodien und Blattstiele, gleichzeitig ist die Spreite in ihrer Größe verringert. Die Synthese von Pigmenten wie Chlorophyll oder Anthocyan bleibt aus, Leitbündel und festigende Elemente werden kaum gebildet. Dieser Prozess (bekannt als Vergeilung) dient ökologisch dazu, dass die Pflanze all ihre Kraft darauf verwendet, die Assimilationsorgane ans Licht zu bringen.

## Nachweise
1. ↑  Andreas Bresinsky, Christian Körner, Joachim W. Kadereit, Gunther Neuhaus, Uwe Sonnewald: Strasburger – Lehrbuch der Botanik. Begründet von E. Strasburger. Spektrum Akademischer Verlag, Heidelberg 2008 (36. Aufl.), ISBN 978-3827414557, S. 466–468.